# Pasir (Ayah)
Pasir is een bestuurslaag in het regentschap Kebumen van de provincie Midden-Java, Indonesië. Pasir telt 2575 inwoners (volkstelling 2010).